# لجنو
روستای لجنو، روستایی است در دهستان برون از توابع بخش اسلامیه شهرستان فردوس.
این روستا، بر اساس سرشماری سال ۱۳۹۵، ۸۶ نفر جمعیت داشته که نسبت به سرشماری ۱۰ سال قبل (۴۲ نفر در سال ۱۳۸۵)، سالانه حدود ۷٫۴ درصد رشد داشته‌است.

## موقعیت
لجنو در فاصله ۴۰ کیلومتری شمال شهر فردوس قرار دارد.